# Beth McCarthy-Miller
Beth McCarthy ou Beth McCarthy-Miller (3 de Setembro de 1963, Elizabeth, Nova Jérsia) foi a diretora do Saturday Night Live da NBC a partir de 1995. Ela deixou o SNL em 2006, no final da temporada 31, substituída como diretor por Don Roy King. Ela se tornou um diretora para a MTV da Viacom novamente em 2003, quando dirigiu o MTV Video Music Awards. Beth dirigiu também o show Adele Live in New York City.